# Gelineostroma swartii
Gelineostroma swartii är en svampart som beskrevs av P.R. Johnst. 1992. Gelineostroma swartii ingår i släktet Gelineostroma, ordningen Rhytismatales, klassen Leotiomycetes, divisionen sporsäcksvampar och riket svampar.   Inga underarter finns listade i Catalogue of Life.